# Kościół Nawiedzenia Marii Panny w Kieżmarku

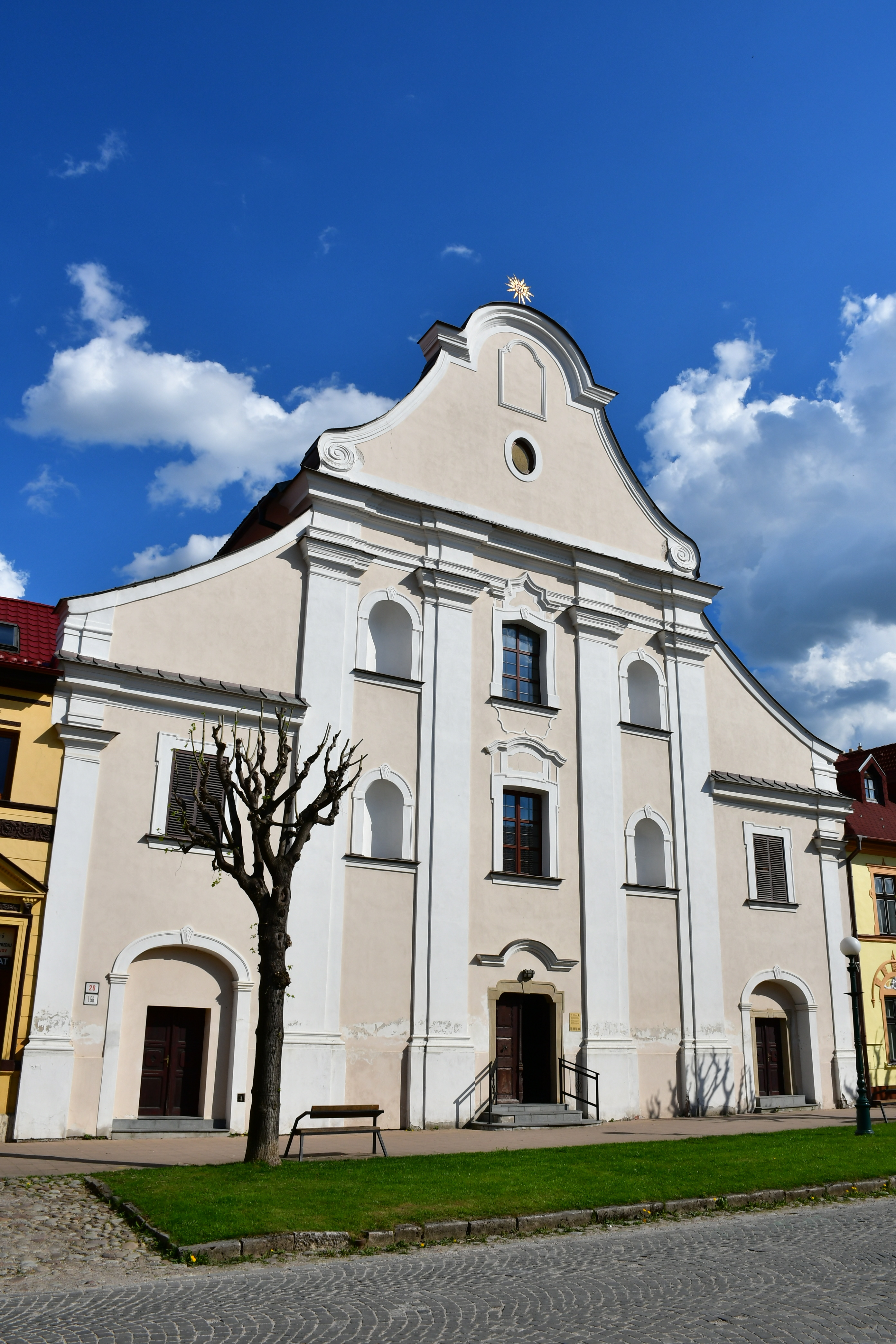
Kościół Nawiedzenia Marii Panny w Kieżmarku

Kościół Nawiedzenia Marii Panny – kościół katolicki (tzw. kościół paulinów) w Kieżmarku na Spiszu, w północnej Słowacji.
Już pierwszy kościół w tym miejscu został wzniesiony w ciągu jednolitej zabudowy po wschodniej stronie Hradnej ulicy. Powstał na miejscu trzech wyburzonych domów mieszczańskich, które w 1650 r. ofiarowało protestanckie miasto Kieżmark miejscowym katolikom z pozwoleniem na budowę świątyni (kościół Św. Krzyża był wówczas w rękach protestantów). Miał być to dowód wdzięczności dla Kościoła katolickiego, którego prominentni przedstawiciele wspomagali magistrat Kieżmarku w jego sporach z rodziną Thökölych. Pierwsza wzmianka o kościele pochodzi z 1654 r. W 1670 r. do miasta przybyli paulini, którzy objęli opiekę nad kościołem.
W 1741 r. kościół spłonął. 6 lat później zaczęła się jego obudowa - już w stylu późnobarokowym, charakterystycznym dla świątyń zakonu paulinów. Budowla jest jednonawowa, ustawiona szczytem do ulicy. Fronton pięcioosiowy, podzielony prostymi pilastrami, zwieńczony trójkątnym szczytem ze skromnymi esownicami. Wystrój wnętrza świątyni w większości jest również późnobarokowy, a częściowo rokokowy, utrzymany w tonacjach bieli ze skromnymi złoceniami. Najstarszym elementem jest bogato zdobiona ambona, pochodząca z końca XVII w. Wykonał ją ten sam mistrz, który był autorem ołtarza w kaplicy kieżmarskiego zamku.
Ołtarz główny, poświęcony Nawiedzeniu Marii Panny, zajmujący całą szczytową ścianę prezbiterium, pochodzi z 1772 r. Wykonany został ze stiuku przez kieżmarskiego rzeźbiarza i sztukatora Jána Feega. Rzeźby przedstawiające Boga Ojca, św. Joachima i św. Annę oraz adorujące anioły zwracają uwagę wielką siłą wyrazu. Pierwotny, wielki, centralny obraz ołtarzowy został na początku XX w. zastąpiony kompozycją rzeźbiarską Matki Boskiej z Lourdes. Feeg często współpracował z malarzem Emerykiem Jagušičem, który dla kieżmarskiej świątyni wykonał obrazy przedstawiające św. Pawła Pustelnika i św. Józefa – małżonka Marii Panny. W XIX w. do kościoła trafiły dwa boczne, barokowe ołtarze św. Pawła Pustelnika i św. Anny, przeniesione tu z kościoła św. Krzyża. Powstały one ok. 1730 r. w pracowni kieżmarskiego rzeźbiarza Jána Lercha.
W latach 2003–2005 miał miejsce generalny remont kościoła i renowacja głównego ołtarza.